# روبرت بروس (لاعب كرة قدم)
روبرت بروس (بالإنجليزية: Robert Bruce)‏ (1 يناير 1895 في المملكة المتحدة - ) هو لاعب كرة قدم بريطاني (وحمل سابقاً جنسية المملكة المتحدة لبريطانيا العظمى وأيرلندا) في مركز حراسة المرمى. لعب مع ريث روفرز ونادي بارتيك ثيسل ونادي ستنهاوسموير ونادي ألوا أثليتيك ونادي نيلسون وKirkintilloch Rob Roy F.C. ‏.

## وصلات خارجية
- روبرت بروس على موقع قاعدة بيانات كرة القدم.إي يو (الإنجليزية)